# Laputabröd
Laputabröd är ett skånskt skållat bröd som ursprungligen sägs komma från Malmö.
Brödet är lätt och luftigt, bakas som limpor och håller sig saftigt länge på grund av skållning av mjölet. Gamla Svedbergs bageri i Malmö var specialister på laputabröd. Även Skogaholms bageri tillverkade länge Laputabröd, men tog det ur sortimentet under 1990-talet. Det bakas fortfarande på bagerier runt om i Sverige.